# Justified: City Primeval
Justified: City Primeval är en amerikansk kriminal- och dramaserie från 2023 som är utvecklad av Dave Andron och Michael Dinner. Serien är en fortsättning på TV-serien Justified som sändes mellan 2010 och 2015. Serien har hämtat inspiration från Elmore Leonards roman City Primeval: High Noon in Detroit. I huvudrollen ses återigen Timothy Olyphant som biträdande U.S. Marshal Raylan Givens. Serien hade premiär på FX den 18 juli 2023.

## Handling
Serien kretsar kring Raylan Givens (Timothy Olyphant) och utspelar sig åtta år efter att Justified slutade. Givens har flyttat från Kentucky till Miami och är även deltidsfarsa till en 14-årig dotter (spelad av Olyphants riktiga dotter Vivian Olyphant).

## Rollista i urval
- Timothy Olyphant - Raylan Givens
- Aunjanue Ellis - Carolyn Wilder
- Boyd Holbrook - Clement Mansel
- Adelaide Clemens - Sandy
- Vondie Curtis-Hall - Sweety
- Marin Ireland - Maureen
- Norbert Leo Butz - Norbert
- Victor Williams - Wendell
- Vivian Olyphant - Willa Givens
- Ravi Patel - Rick Newley